# Maryanne Trump Barry
Maryanne Trump Barry, precedentemente Desmond (New York, 5 aprile 1937 – New York, 13 novembre 2023), è stata un'avvocata e magistrata statunitense, giudice emerito presso la corte d'appello del 3º Circuito Federale degli Stati Uniti.
Era la sorella maggiore di Donald Trump, 45° e 47° presidente degli Stati Uniti.

## Biografia

### Infanzia e istruzione
I suoi genitori erano Fred e Mary Anne MacLeod Trump. Maryanne è stata la prima figlia della famiglia a frequentare il college.
Ha studiato scienze politiche al Mount Holyoke College e ha ricevuto lì nel 1958 il Bachelor of Arts. Dopo diversi anni come casalinga e madre, si è laureata in giurisprudenza nel 1962 con un Master of Arts alla Columbia University. Nel 1974 ha ricevuto lo Juris Doctor in giurisprudenza presso la facoltà di giurisprudenza dell'Università Hofstra. Prima della sua nomina a giudice ha lavorato tra gli altri presso il procuratore del New Jersey. Appartiene al Partito Repubblicano.

### Carriera
Maryanne Trump Barry venne nominata dal presidente Ronald Reagan a un seggio nella Corte distrettuale degli Stati Uniti del New Jersey,  nel tribunale federale statunitense di primo grado, il 14 settembre 1983, all'età di 46 anni. Sostituì Henry Curtis Meanor. Il Senato degli Stati Uniti confermò l'incarico il 6 ottobre 1983 ed ella si insediò il giorno dopo.
Fu nominata giudice della Corte d'appello del terzo circuito dal presidente Bill Clinton il 17 giugno 1999. Prese il posto di H. Lee Sarokin, che si ritirò nel 1996. Clinton aveva nominato Robert Raymar nel 1998, ma questa designazione non fu presa in considerazione dalla Commissione giudiziaria del Senato e alla nomina di Raymar, che scadeva alla fine dell'anno, il presidente Clinton scelse di non rinominare Raymar nella sede della Corte d'appello per il nuovo mandato del congresso, nominando Maryanne Trump Barry, nonostante le sue opinioni politiche opposte.
Venne confermata all'unanimità dal Senato degli Stati Uniti il 13 settembre 1999 e si insediò il 22 settembre 1999. "Sono profondamente onorata e molto grata per l'incarico", confidò al New Jersey Journal nel 1999. "Sono sorpresa di essere stata avvicinata. Credo che il mio record sia abbastanza buono come giudice distrettuale per questo, e sono contenta che la politica non sia stata una priorità questa volta.
Maryanne Trump Barry si costruì una reputazione di giudice difficile e con un forte comando della sua aula. Nel 1989, in qualità di giudice distrettuale della contea di Essex, nel New Jersey, respinse un patteggiamento che avrebbe rilasciato due investigatori della contea accusati di proteggere uno spacciatore, e inviò il caso in tribunale, dove i detective furono giudicati colpevoli e ricevettero condanne detentive. Presiedette anche la condanna di Louis Manna, capo della famiglia Genovese, una delle Cinque famiglie mafiose di New York, accusato di aver organizzato un complotto per assassinare il rivale John Gotti.
Nel gennaio 2006, testimoniò a favore della nomina del suo collega Samuel Alito alla Corte Suprema degli Stati Uniti.
Marianne Trump Barry andò in pensione il 30 giugno 2011, all'età di 74 anni.

## Vita privata
Trump Barry fu sposata con David Desmond, un ufficiale dell'United States Air Force, dal 1960 al 1980. Nel 1982 sposò John Joseph Barry, un avvocato del New Jersey come lei. Il suo secondo marito morì nel 2000. Dal primo matrimonio ebbe un figlio, David William Desmond (1960), che lavora come psicologo. Trump Barry viveva a Filadelfia, in Pennsylvania, e possedeva un appartamento sulla Quinta Strada a New York.

## Controversie
Nel 2018, il New York Times denunciò che Barry in passato aveva cospirato con suo padre Fred Trump e i fratelli, tra cui Donald J. Trump, per impegnarsi in un massiccio piano di frode fiscale a favore delle imprese immobiliari del padre. Era presente alle riunioni che vennero fatte in merito alla questione, anche successivamente alla morte del capofamiglia. Nell'articolo del quotidiano si parlava approfonditamente, in particolare, di una società chiamata All County Building Supply & Maintenance; secondo l'inchiesta, Barry aveva depositato un contributo di un milione di dollari prelevandolo da questa azienda.